# Diplosiphon mamkaevi
Diplosiphon mamkaevi är en plattmaskart. Diplosiphon mamkaevi ingår i släktet Diplosiphon och familjen Rhynchokarlingiidae. Utöver nominatformen finns också underarten D. m. mamkaevi.